# Lilla Eksjön
Lilla Eksjön är en sjö i Flens kommun i Södermanland och ingår i Nyköpingsåns huvudavrinningsområde. Sjön har en area på 0,0482 kvadratkilometer och ligger 64,6 meter över havet.

## Delavrinningsområde
Lilla Eksjön ingår i det delavrinningsområde (655790-154136) som SMHI kallar för Inloppet i Mellösasjön. Medelhöjden är 58 meter över havet och ytan är 37,24 kvadratkilometer. Räknas de 7 avrinningsområdena uppströms in blir den ackumulerade arean 62,74 kvadratkilometer. Hedenlundaån som avvattnar avrinningsområdet har biflödesordning 3, vilket innebär att vattnet flödar genom totalt 3 vattendrag innan det når havet efter 77 kilometer. Avrinningsområdet består mestadels av skog (60 procent), öppen mark (10 procent) och jordbruk (21 procent). Avrinningsområdet har 0,24 kvadratkilometer vattenytor vilket ger det en sjöprocent på 0,6 procent. Bebyggelsen i området täcker en yta av 2,37 kvadratkilometer eller 6 procent av avrinningsområdet.